# 임신영양막병
임신영양막병(Gestational trophoblastic disease, GTD)은 임신 관련 종양에 사용되는 용어이다. 발생률은 드물며 자궁 내 세포가 통제할 수 없을 정도로 증식하기 시작할 때 나타난다. 임신영양막병을 형성하는 세포는 영양막이라고 하며 임신 중에 자라서 태반을 형성하는 조직에서 나온다.
GTD에는 여러 가지 유형이 있다. 어금니 임신으로도 알려진 포상기태는 가장 흔하며 일반적으로 양성이다. 때로는 침습성 병변이나 드물게는 융모막암종으로 발전할 수도 있다. 융모막암종은 빠르게 퍼질 가능성이 높지만 화학요법에 매우 민감하고 예후가 매우 좋다. 영양막은 암과 마찬가지로 조직(자궁)을 침범할 수 있기 때문에 세포 생물학자들에게 특히 관심이 있지만, 암과 달리 일반적으로 언제 중단해야 하는지를 알고 있다.
비록 비정상이기는 하지만 자궁에 태아 조직이 있을 수 있기 때문에 GTD는 임신을 시뮬레이션할 수 있다. 임신영양막병 조직은 정상적인 임신과 동일한 속도로 성장할 수 있으며, 태아의 건강을 모니터링하기 위해 측정되는 호르몬인 인간 융모성 생식선 자극호르몬을 생성한다.
GTD는 가임기 여성에게 압도적으로 영향을 미치지만, 폐경 후 여성에서는 거의 발생하지 않을 수 있다.